# Martin Kühner
Martin Kühner (ur. 15 października 1980 w Spirze) – niemiecki wioślarz, reprezentant Niemiec w wioślarskiej czwórce bez sternika wagi lekkiej podczas Letnich Igrzysk Olimpijskich w Pekinie.

## Osiągnięcia
- Mistrzostwa Świata – Sewilla 2002 – dwójka bez sternika wagi lekkiej – 10. miejsce[1].
- Mistrzostwa Świata – Monachium 2007 – dwójka bez sternika wagi lekkiej – 2. miejsce[1][2].
- Igrzyska Olimpijskie – Pekin 2008 – czwórka bez sternika wagi lekkiej – 12. miejsce (nie wystartował w półfinałach)[1][2].
- Mistrzostwa Świata – Poznań 2009 – czwórka bez sternika wagi lekkiej – 1. miejsce[1].
- Mistrzostwa Europy – Brześć 2009 – czwórka bez sternika wagi lekkiej – 2. miejsce[1].
- Mistrzostwa Europy – Montemor-o-Velho 2010 – czwórka bez sternika wagi lekkiej – 1. miejsce[1].